# Natusha
Nathalie Dias Rodrigues de Graça (Issy-les-Moulineaux, 10 de marzo de 1966), conocida por su nombre artístico Natusha, es una excantante y periodista portuguesa nacida en Francia y nacionalizada venezolana. En su carrera artística proyectaría la fusión de ritmos caribeños en géneros denominados tecnomerengue y pop hispano con los cuales obtendría éxito en toda América y España, razones por las cuales la convirtieron en ''La Reina de la Lambada''.
En 1992 grabó la canción ''Una pena tengo yo'', con el artista zuliano, Roberto Antonio.
Su breve período como cantante se ubicó entre 1990 y 1997. Actualmente se hace llamar por su nombre de Nathalie Dias Rodrigues, es locutora y periodista. Ocupa el cargo de directora de un diario de noticias llamado “A voz de Loulé” en la ciudad de Quarteira, distrito de El Faro en Portugal.

## Biografía
Natusha nació el 10 de marzo de 1966 en Issy-les-Moulineaux, un suburbio de París, hija de ambos padres portugueses. Residió en su país natal hasta la edad de 15 años, cuando su padre fungía en aquel entonces como diplomático en Francia. Gracias a la profesión de diplomático que ejercía su padre, Natusha aprendió el inglés, el portugués, el italiano, el francés y el español. Su carrera como cantante se inició a muy temprana edad: ya a los diez años contaba con su propia banda; se formó en piano, vocalización y otros estudios de música. Luego residió en Portugal por espacio de dos años, después se trasladó a Brasil junto a sus padres instalándose en Río de Janeiro cuando cumplió 17 años de edad, y allí incursiona en el mundo de la música caribeña tras su primer contacto con el bossanova y otros géneros propios del país. Más adelante es descubierta por Luis Alva Lescano, un productor musical peruano radicado en Venezuela, quien la lanza con éxito en fechas cercanas a las navidades de 1990 junto con su agrupación Kondor Band, en pleno apogeo de la lambada. Natusha sintió afinidad con Venezuela por lo que logró también nacionalizarse como venezolana. 
Actualmente la excantante es también una periodista profesional, y dedicada a su matrimonio y a su trabajo en los medios de comunicación, como directora del periódico A Voz de Loulé. Reside en la ciudad de Quarteira, distrito de El Faro en Portugal y ha residido también por un breve tiempo en Madrid, España.

## Carrera musical
Estando en Brasil, la artista actuaba en un hotel, y es cuando un venezolano grabó su voz en un casete y se lo mostró a un amigo del productor peruano Luis Alva, y quien era hijo del dueño de la compañía discográfica venezolana Discomoda. La empresa hizo contacto con la artista y la invitó a Venezuela, donde decidieron grabarle en formato de disco de acetato de 45 rpm, las baladas tituladas «Así» e «Imaginariamente», para lo cual contrataron a Luis Alva. La cantante fue lanzada con el nombre de Nathalie & Su Grupo Bragas Rojas. Sin embargo, este proyecto no funcionó como esperaba la empresa, porque el formato de 45 rpm había perdido popularidad y además la empresa falló en la promoción. Entonces la empresa la dejó ir y ella estuvo un tiempo buscando oportunidades en otras empresas discográficas. Como no hubo resultados, ella y sus padres se mudaron a Puerto Ordaz, donde su familia establecería una charcutería. Cuando Luis Alva concibió el proyecto de interpretación del ritmo de lambada en Venezuela, buscaba una cantante con ciertas características físicas y vocales específicas, para que fuera la voz del proyecto que se llamaría «Kondor Band» y recordó el contacto que tenía con Nathalie Dias y le envía maquetas con las canciones y le hace la propuesta. Ella aceptó y Alva decidió ponerle un sobrenombre artístico, de acuerdo con el apodo que de niña tenía la artista (Natusha) que para el momento sonaría exótico. Luis Alva rebautiza el proyecto como «Natusha & Kondor Band», para que su nombre se hiciera conocido y le sirviera para una posible carrera como solista. Produjo de manera independiente el disco y luego negoció su comercialización con la compañía filial de EMI en Venezuela, EMI-Rodven.
Con su primer álbum, Natusha debutó en el programa musical venezolano Sábado Sensacional, y logró inmediatamente atrapar el gusto del público venezolano. Una vez con el éxito en manos, Natusha se independiza y trabaja con el tecladista y productor artístico Jesús Enrique González con quien realiza cinco álbumes exitosos, con los cuales obtiene Discos de Platino y Oro, como Natusha 94, Natusha Remix 1, Natusha Remix 2 y Natusha Sol y Luna, en donde abordó temas compuestos por el mismo Jesús Enrique González, hasta versiones de temas como «Respect» de Aretha Franklin, o «Che Che Cole» de Willie Colón y el bolero «Sin Fe», compuesto y popularizado por Bobby Capó. En 1992, en pleno auge de su éxito, participó como invitada en una grabación de la orquesta venezolana Billo's Caracas Boys e incluso se presentó en el Festival de Viña del Mar siendo gratamente recibida, sin embargo, justo en el momento donde su carrera estaba en apogeo, ocurre la transición entre el vinil de los LP al sonido digital de los CD y la llegada del tecnomerengue.

## Vida personal
Las teorías del porqué la proclamada reina de la lambada salió de la escena musical tan rápidamente, fueron desde la conversión de la disquera hasta que la artista no quiso actualizar el sonido de sus canciones; lo cierto es que Natusha después de 1996 dejó la lambada para ser empresaria. Está casada con un portugués y es madre de dos hijas.

## Discografía
1. Así/Imaginariamente (1987) Como Nathalie & Su Grupo Bragas Rojas
2. Natusha & Kondor Band (1990)
3. Enamorada (1991)
4. Enamorada (1992) edición España
5. Enamorada (1992) edición Italia
6. Re-Mix (1992)
7. Re-Mix (1992) edición Colombia
8. Natusha (1993)
9. Remix II (1994)
10. Sol y Luna (1995)
11. En Concierto (1996)

## Recopilaciones
- Frente a frente (1992) para Colombia
- Las súper bailables de... (1993) para Perú
- Latin Classics (1999)
- Grandes éxitos (2005)
- Solo lo mejor (2006)

## Colaboraciones
- La nueva rumba lambada (Rumba lambada Remix)
- Una pena tengo yo (con Roberto Antonio)
- Mosaico 55 (con Billo´s Caracas Boy´s)
- Échale una mano a Venezuela (varios artistas)